# Varhaugs kommun
Varhaugs kommun (norska: Varhaug kommune) var en kommun i Rogaland fylke i sydvästra Norge. Kommunen omfattade den mellersta delen av nuvarande Hå kommun (Varhaugs socken). Tätorten Varhaug utgjorde kommunens centralort.

## Administrativ historik
Varhaugs kommun upprättades 1894 när den dåvarande kommunen Hå delades i två och de båda kommunerna Varhaug respektive Nærbø bildades. Kommunen hade 1 801 invånare vid upprättandet.
Den 1 januari 1964 gick Varhaugs kommun, tillsammans med kommunerna Nærbø och Ogna, upp i den då återbildade Hå kommun. Kommunens hade då 3 454 invånare.